# NGC 7115
NGC 7115 (również PGC 67248) – galaktyka spiralna (Sb), znajdująca się w gwiazdozbiorze Ryby Południowej. Odkrył ją Francis Leavenworth 9 lipca 1885 roku.